# 付費收錄
付費收錄是一種由搜尋引擎業者推出的搜尋引擎行銷產品，意在讓網站運營者為網站收錄於搜尋引擎索引支付費用。對於付費收錄的使用一直存在爭議，而且在近年來越來越少搜尋引擎業者有付費收錄業務，並改為搜尋引擎廣告業務的形式取代之。

## 法律定義
美國聯邦貿易委員會對「付費收錄」的定義是：「付費收錄可採用多種形式，包括：一是整頁搜尋結果顯示的都是付費收錄的網站；二是搜尋結果中付費收錄的站點（或網址）與非付費的混合排列；三是讓搜尋引擎相比非付費收錄的網站（或網址）的，盡可能頻繁、或盡可能快、或盡可能深層級地讓蜘蛛多在付費收錄的網站（或網址）上掃描檢閱」。
這裡要注意的是，「付費收錄」與「付费置入」（或稱付費排序）是不同的。付費置入指的是，付費的網站的頁面，不僅會在相關的搜尋結果的頁面上保證到一定的位置，還能認為決定其在相關搜尋結果中的排序。而付費收錄雖然可以確保付費收錄的網站收錄在相應搜尋結果的頁面上，並盡量將網站的頁面收錄下來，以便搜尋引擎用戶更容易獲取付費收錄的網站中更深入的搜尋結果相關資訊，但是，這並不能保證付費收錄的頁面在搜尋結果頁面中的位置，仍由搜尋結果的相關性來決定其排位。

## 歷史
在搜尋引擎市場發展早期，付費收錄業務是一般搜尋引擎業者的通常業務，像是Inktomi、微軟、Ask、雅虎、Overture、AltaVista、以及FAST，都會以此業務獲得利潤。後來，后起的Google則是採用了與傳統業者截然相反的路線，不實行付費收錄，而是推廣並實施其AdSense業務作為主要利潤來源，其能用戶搜尋結果的相關度為搜尋引擎使用者展示相關廣告的做法，使搜尋引擎在不影響搜尋結果的情況下，提供比以往的付費收錄業務更高精準度的廣告結果，這個特性也吸引了眾多的網站廣告客戶。因此自Google實行AdSense業務獲得巨額收入開始，越來越多的搜尋引擎逐步轉型，不再提供付費收錄業務。時至今日，雅虎是唯一尚提供付費收錄的搜尋引擎業者。

### Google的另類付費收錄合作
2012年，Google在搜尋業務的衍生業務中，採用了付費收錄的客戶合作方式。Google Flights、Google Hotel Finder以及Google Shopping是Google採用付費收錄的實現方式。儘管不用於主要的搜尋業務，不過Google的做法仍然招來批評家的抨擊。Search Engine Watch的創立者Danny Sullivan批評Google的這個動作違背當年Google在其IPO上發表的《创始人的信》（Founders Letter）中的承諾。Aaron Wall在SEOBook.com上批評Google使用付費收錄將推起搜尋引擎首頁及搜尋結果頭版被人工干預的風氣。

## 對付費收錄的意見
付費收錄有其優點及弊端。付費收錄的好處有，搜尋引擎的網站索引中可減少垃圾鏈接，提高搜尋結果相關性。然而，對付費收錄業務持批評態度者認為，付費收錄會導致搜尋引擎返回的搜尋結果越來越傾向於商業網站，對於終端用戶的搜尋結果相關度下降。Ask.com回報稱其付費收錄業務導致其搜尋結果相關度下降而使用戶量流失，並於2004年開始結束付費收錄業務。

## 法律指引
美國聯邦貿易委員會根據《联邦交易委员会法案》第五章，告知搜尋引擎需對付費收錄業務和付費置入業務進行釐清。不過，由於該這個告知僅是指引級別，而非正式法律，因此對Nextag、Google等搜尋引擎業者並沒有令其強制執行的法律約束力。

## 資料來源
1. ↑  . FTC.   [5 July 2013]. （原始内容存档于2013年7月23日）.
2. 1 2  Sullivan, Danny. . searchenginewatch.   [6 July 2013]. （原始内容存档于2013年7月4日）.
3. 1 2  Sullivan, Danny. .   [6 July 2013]. （原始内容存档于2013-05-22）.
4. ↑  Ulbrich, Chris. . Wired.   [6 July 2013]. （原始内容存档于2008-03-27）.
5. ↑  Sullivan, Danny. . marketingland.com.   [6 July 2013]. （原始内容存档于2020-11-27）.
6. ↑  Wall, Aaron. .   [6 July 2013]. （原始内容存档于2020-11-11）.
7. ↑  Lee, Kevin. .   [6 July 2013]. （原始内容存档于2016-04-13）.
8. ↑  Mara, janis. .   [6 July 2013]. （原始内容存档于2016-04-09）.
9. ↑  .   [2016-07-09]. （原始内容存档于2020-11-25）.
10. ↑  Sullivan, Danny. . searchengineland.   [6 July 2013]. （原始内容存档于2020-08-07）.
11. ↑  Sullivan, Danny. . searchengineland.   [6 July 2013]. （原始内容存档于2020-11-11）.
12. ↑  Sullivan, Danny. . searchengineland.   [6 July 2013]. （原始内容存档于2020-09-24）.